# حقوق محیط زیست
حقوق محیط زیست یا قانون محیط زیست (انگلیسی: Environmental law) حقوق زیست‌محیطی یا قانون محیط زیست و منابع طبیعی، یک اصطلاح جمعی برای توصیف مجموعه‌ای از قوانین، معاهدات، مقررات معمول و عرفی است، که به اثرات فعالیت‌های انسانی در محیط طبیعی اشاره دارد. رژیم‌های اصلی در قوانین و حقوق زیست‌محیطی، اغلب آلودگی محیط زیست را شامل می‌شوند. یک مجموعه مرتبط اما متمایز از رژیم‌های نظارتی که در حال حاضر به شدت تحت تأثیر اصول حقوقی و قوانین محیط زیست قرار دارند، تمرکز بر مدیریت منابع طبیعی خاص نظیر جنگل‌ها و معادن می‌باشد. سایر حوزه‌ها، مانند ارزیابی تأثیرات زیست محیطی، نیز ممکن است به‌طور منظم به هر یک از این دسته‌ها مرتبط نباشند، با این حال به‌عنوان بخش مهمی از قوانین زیست محیطی بشمار می‌آیند.

## تاریخچه
در طول تاریخ، نمونه‌های اولیه مصوبات قانونی که برای حفاظت آگاهانه از محیط زیست انسان طراحی شده‌اند، یافت شده است. همچنین حقوق عرفی مربوط به آسیب به محیط زیست، فقط در موارد حریم شخصی یا به دلیل احکام قضایی مجاز گشته است، اما در موارد عمومی مانند جلوگیری از بوی ناشی از محل نگهداری خوک‌ها، ریختن زباله یا خسارت ناشی از انفجار برای سدها مسئولیت مبرم عمومی محسوب می‌گردید. با این حال برای مقابله با تهدیدهای جدی زیست محیطی مداخله نیروی انتظامی مجاز شمرده شده است. در سال ۱۸۵۸بوی زیاد ناشی از ریختن فاضلاب در رودخانه تایمز لندن باعث شد مجلس اجباراً محل خود را تخلیه کند. قانون کمیسیون فاضلاب کلان‌شهر در سال ۱۸۴۸ به کمیسیون فاضلاب اجازه داده بود تا در تلاش برای پاکسازی رودخانه‌ها مسیر گودالهای اطراف شهر را ببندد، اما این امر باعث شد مردم رودخانه را نیز آلوده کنند. متعاقباً پارلمان ۱۹روز بعد، قانون دیگری را برای ساخت سیستم فاضلاب لندن تصویب کرد. لندن همچنین از آلودگی وحشتناک هوا رنج می‌برد، دود زیاد ناشی از سوختن زغال‌سنگ در سال ۱۹۸۲به اوج خود رسید، درحالی‌که در سال ۱۹۵۶ قانون «هوای پاک» به تصویب رسیده بود.

## کنترل آلودگی
قوانین کیفیت هوا انتشار آلودگی هوا را در اتمسفر رصد می‌کند. یک زیر مجموعه تخصصی از قوانین کیفیت هوا، کیفیت هوای داخل ساختمان‌ها را تنظیم می‌کند. قوانین کیفیت هوا معمولاً به‌طور خاص برای محافظت از سلامت انسان با محدود کردن یا از بین بردن غلظت آلودگی هوای موجود طراحی شده‌اند. طرح‌های دیگر برای رفع مشکلات اکولوژیکی گسترده‌تر طراحی شده‌اند که از جمله برای موارد زیر می‌باشند:
محدودیت‌های مواد شیمیایی مؤثر بر لایه ازون، برنامه‌های تجارت گازهای گلخانه‌ای برای رفع باران اسیدی یا تغییرات آب و هوا.
تلاشهای نظارتی شامل شناسایی و طبقه‌بندی آلاینده‌های هوا، تعیین محدودیت در میزان قابل قبول انتشار، و دیکته کردن فناوریهای کاهش یا ضروری یا مناسب.

## کیفیت آب
قوانین دولتی مربوط به کیفیت آب، انتشار آلاینده‌ها به داخل منابع آب، ازجمله آبهای سطحی، آبهای زیر زمینی و آب آشامیدنی ذخیره شده را کنترل می‌کند. برخی از قوانین مربوط به کیفیت آب، مانند مقررات مربوط به آب آشامیدنی، ممکن است فقط با توجه به سلامت انسان طراحی شده باشد. در بسیاری از موارد دیگر، از جمله محدودیت در تغییر ویژگی‌های شیمیایی، فیزیکی، رادیولوژیکی و بیولوژیکی منابع آب نیز ممکن است منعکس کننده تلاش برای محافظت از اکوسیستم‌های آب به‌طور گسترده‌تر باشند. اقدامات نظارتی ممکن است شامل شناسایی و طبقه‌بندی آلاینده‌های آب، تعیین غلظت‌های قابل قبول آلاینده در منابع آب و محدود کردن تخلیه آلاینده‌ها از منابع پساب باشند. مناطقی که باید مورد نظارت قرارگیرند، شامل تصفیه و دفع فاضلاب، مدیریت پساب صنعتی و کشاورزی و کنترل آب روان سطحی از سایت‌های ساختمانی و محیط‌های شهری است.